# Kymco Super 8
Il Kymco Super 8 è uno scooter prodotto dalla Kymco a partire dal 2007.
Il modello originale prevede un motore con cilindrata di 125 cm³ a quattro tempi, da questo deriva la versione equipaggiata con motore di 50 cm³ disponibile sia a quattro tempi sia a due; la versione con cilindrata inferiore mantiene lo stesso impianto frenante e sospensionistico.